# Ms.
"Ms" hay "Ms." (thường phát âm là /ˈmɪz/, cũng có thể là /məz/, hay /məs/ khi không nhấn trọng âm) là một từ kính ngữ tiếng Anh được dùng với họ hoặc tên đầy đủ của một người phụ nữ, với ý định là một hình thức mặc định để nhắc đến một người phụ nữ mà không cần phải quan tâm đến tình trạng hôn nhân của người này. Giống như "Miss" và "Mrs..", thuật ngữ "Ms." có nguồn gốc trong các danh hiệu tiếng Anh dành cho phụ nữ từng được dùng cho tất cả phụ nữ, "Mistress (hình thức địa chỉ)". Từ này có nguồn gốc từ thế kỷ 17 và được phục hồi sử dụng phổ biến vào thế kỷ 20.